# Kultura grobów kloszowych
     grupy nordyckie
     kultura jastorfska
     grupa Harpstedt-Nienburger
     plemiona celtyckie
     kultura pomorska
     kultura urn domkowych
     kultura wschodniobałtycka strefy leśnej
     kultura kurhanów zachodniobałtyjskich
     kultura miłogradzka
     grupy estońskie

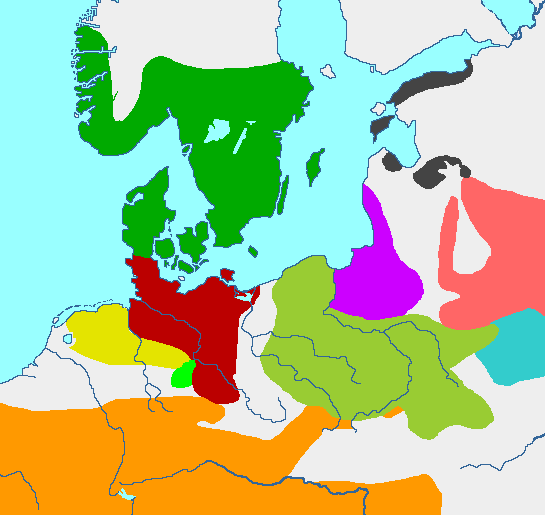
Europa okresu przedrzymskiego epoki żelaza:
grupy nordyckie
kultura jastorfska
grupa Harpstedt-Nienburger
plemiona celtyckie
kultura pomorska
kultura urn domkowych
kultura wschodniobałtycka strefy leśnej
kultura kurhanów zachodniobałtyjskich
kultura miłogradzka
grupy estońskie

Kultura grobów kloszowych (rzadziej podkloszowych) jest kulturą archeologiczną z epoki żelaza. Występowała na przełomie okresu halsztackiego i okresu lateńskiego; Halstad D (~500-400 lat p.n.e.). Została wydzielona jako wschodni odłam kultury pomorskiej. Jej obecność odnotowuje się głównie na Mazowszu i w Małopolsce. W V wieku p.n.e. graniczyła od zachodu z grupą środkowopolską i wschodniowielkopolską kultury łużyckiej, od północy z kulturą kurhanów zachodniobałtyjskich, od południa z grupą górnośląsko-małopolską i od wschodu z grupą mazowiecko-podlaską kultury łużyckiej. 
Skromne wyposażenie grobów utrudnia dokładne datowanie oraz uniemożliwia dokładne prześledzenie zmian osadniczych i kulturowych.

## Pochówki
Charakterystycznym pochówkiem dla tej kultury był grób popielnicowy nakryty odwróconym naczyniem, czyli kloszem, o charakterystycznie chropawym brzuścu. W kulturze tej występowało ciałopalenie. Cmentarzyska były płaskie (choć znajdowano ślady naziemnych konstrukcji drewnianych, a na Pomorzu Gdańskim znane są nawet groby umieszczane pod nasypem kurhanu). Cmentarzyska umiejscowione są poza osadami, a względem siebie w odległościach od kilku do kilkunastu metrów. Niekiedy pojawiają się skupiska grobów kloszowych pomieszanych z innymi typami pochówków. Kulturę tę cechuje duże zróżnicowanie rytuału - różnorodne formy grobów, szczegóły konstrukcji oraz różne sposoby traktowania szczątków zmarłych.
Najbardziej popularny typ pochówku to popielnica przykryta misą i osłonięta odwróconym do góry dnem kloszem. Zdarzają się również groby popielnicowe bez klosza lecz reszta szczegółów konstrukcyjnych grobu jest taka sama. Wokół klosza lub popielnicy znajduje się fragmenty potłuczonych naczyń, występują konstrukcje kamienne w postaci wieńców, bruków dolnych lub górnych obwarowań a wyjątkowo - niewielkich skrzyń. W niektórych grobach znajduje się szczątki więcej niż jednego zmarłego, znane są również cenotafy (czyli groby symboliczne).

## Inwentarz grobowy
Bardzo rzadko spotyka się w grobach zabytki nieceramiczne, a znajdowane przedmioty są zazwyczaj przepalone ze szczątkami zmarłego. Wśród ceramiki występują przede wszystkim klosze, popielnice, misy, kubki oraz dzbanki. Narzędzia i ozdoby są nieliczne i mało zróżnicowane - spotykane są noże z kolcem do rękojeści lub nitami, żelazne kółka, haftki, okucia, nity i okładziny, stosunkowo często znajduje się szczypce z brązu i żelaza. Narzędzia niemetalowe to gliniane przęśliki, kościane oprawki, osełki kamienne. Z ozdób najpospolitsze są szpile z łabędzią szyjką wykonywane z brązu lub żelaza, brązowe druciki, spiralki, paciorki rzadziej guziczki lub wisiorki.
Wybrane stanowiska:
- Warszawa Henryków
- Transbór
- Maryniec
- Stawnica
- Poznań Marcelin
- Poznań Winogrady